# Walter Polini
Walter Polini, né le 17 mars 1955 à Bergame (Lombardie) et mort le 8 décembre 2002 à Turin, est un coureur cycliste italien, professionnel de 1977 à 1981. Son frère Marino Polini (1959) a également été coureur cycliste professionnel.

## Biographie
Il meurt à seulement 47 ans d'une crise cardiaque,,.

## Palmarès

### Palmarès amateur
- 1973
  - Ponzone-Passo Stavello
  - 3e de Rho-Levo
- 1974
  - 2e étape du Tour de la Vallée d'Aoste
  - 3e de la Coppa Giuseppe Romita
- 1975
  - 3e de la Semaine cycliste lombarde

### Palmarès professionnel
- 1979
  - 4e étape du Tour des Pouilles

## Résultats sur les grands tours

### Tour de France
1 participation
- 1979 : non-partant (10e étape)

### Tour d'Italie
3 participations
- 1977 : 39e
- 1978 : 79e
- 1980 : abandon